# Les Treize Marches de l'angoisse
Pour plus de détails, voir Fiche technique et Distribution.
Les Treize Marches de l'angoisse (The Attic) est un film américain de George Edwards sorti en 1980.

## Synopsis
Après une tentative de suicide, Louise travaille à la bibliothèque municipale et vit avec son père, un vieil homme cloué dans un fauteuil roulant. Elle se marie à 17 ans mais, le jour de la cérémonie, son mari disparaît mystérieusement. Dès lors, elle s'obstine à attendre son retour, pensant qu'il pourrait l'arracher des griffes de son tyrannique de père.

## Fiche technique
- Titre original : The Attic (litt. « Le grenier »)
- Titre français : Les Treize Marches de l'angoisse
- Réalisation : George Edwards et Gary Graver (non crédité)
- Scénario : Tony Crechales et George Edwards
- Photographie : Gary Graver
- Montage : Derek Parsons
- Musique : Hod David Schudson
- Production : Phillip Randall
- Sociétés de production : Forum Productions, Attic Associates
- Société de distribution : Atlantic Releasing Corporation
- Pays :  États-Unis
- Langue : anglais
- Format : couleur - 35 mm - 1,85:1 - son mono
- Genre : Film d'horreur
- Durée : 101 min. (1h41)
- Dates de sortie :
  - États-Unis : octobre 1980
  - France : 1981

## Distribution
- Carrie Snodgress (VF : Martine Sarcey) : Louise Elmore
- Ray Milland (VF : André Valmy) : Wendell Elmore
- Ruth Cox (VF : Catherine Lafond) : Emily Perkins
- Rosemary Murphy (VF : Jacqueline Ney) : Mrs. Perkins
- Frances Bay : la libraire
- Fern Barry : Mrs. Mooney
- Marjorie Eaton (VF : Lita Recio) : Mrs. Fowler
- Dick Weisbacher (VF : Edmond Bernard) : M. Farley